# Tournoi de clôture du championnat de Colombie de football 2024
Navigation
Tournoi précédent Tournoi suivant
Le tournoi de clôture de la saison 2024 du Championnat de Colombie de football est le deuxième tournoi de la soixante-dix-septième édition du championnat de première division professionnelle en Colombie. Pour des raisons de sponsoring le tournoi est connu sous le nom Liga BetPlay Dimayor 2024-II.

## Déroulement de la saison
- lors de la phase régulière, les équipes s'affrontent une fois plus un match additionnel, pour un total de 19 rencontres[1].
- Les huit premiers de la phase régulière se  qualifient pour le tournoi de qualification. Les équipes sont réparties dans deux groupes de quatre et se rencontrent en match aller et retour.
- Les deux premiers de groupe jouent la finale également en match aller et retour, le vainqueur est sacré champion de Colombie et se qualifie pour la Copa Libertadores 2025 et la Superliga Colombiana.

A la fin du tournoi, deux équipes seront reléguées, elles sont déterminées par un classement par coefficient calculé sur les trois dernières saisons.

## Les clubs participants
- Águilas Doradas
- Alianza FC
- América de Cali
- Atlético Bucaramanga
- Atlético Nacional
- Boyacá Chicó
- Deportes Tolima
- Deportivo Cali
- Deportivo Pasto
- Deportivo Pereira
- Envigado FC
- Fortaleza CEIF - deuxième et première place au classement cumulé de Primera B
- Independiente Medellín
- Jaguares
- Junior
- La Equidad
- Millonarios
- Once Caldas
- Patriotas- vainqueur de Primera B
- Santa Fe

## Compétition
Le barème utilisé pour établir l'ensemble des classements est le suivant :
- Victoire : 3 points
- Match nul : 1 point
- Défaite : 0 point

### Phase régulière

#### Classement
| Rang | Équipe                 | Pts | J  | G  | N | P  | Bp | Bc | Diff |
| ---- | ---------------------- | --- | -- | -- | - | -- | -- | -- | ---- |
| 1    | Santa Fe               | 37  | 19 | 10 | 7 | 2  | 26 | 12 | +14  |
| 2    | América de Cali        | 37  | 19 | 11 | 4 | 4  | 27 | 16 | +11  |
| 3    | Millonarios            | 35  | 19 | 10 | 5 | 4  | 27 | 13 | +14  |
| 4    | Deportes Tolima        | 34  | 19 | 10 | 4 | 5  | 25 | 12 | +13  |
| 5    | Atlético Nacional      | 32  | 19 | 9  | 5 | 5  | 27 | 20 | +7   |
| 6    | Junior                 | 31  | 19 | 8  | 7 | 4  | 26 | 16 | +10  |
| 7    | Once Caldas            | 31  | 19 | 9  | 4 | 6  | 21 | 19 | +2   |
| 8    | Deportivo Pasto        | 30  | 19 | 9  | 3 | 7  | 25 | 18 | +7   |
| 9    | Independiente Medellín | 29  | 19 | 7  | 8 | 4  | 23 | 15 | +8   |
| 10   | Atlético Bucaramanga T | 28  | 19 | 8  | 4 | 7  | 21 | 17 | +4   |
| 11   | Fortaleza CEIF P       | 27  | 19 | 7  | 6 | 6  | 23 | 20 | +3   |
| 12   | Deportivo Pereira      | 27  | 19 | 7  | 6 | 6  | 19 | 18 | +1   |
| 13   | La Equidad             | 22  | 19 | 5  | 7 | 7  | 20 | 26 | -6   |
| 14   | Águilas Doradas        | 21  | 19 | 5  | 6 | 8  | 18 | 27 | -9   |
| 15   | Patriotas P            | 20  | 19 | 5  | 5 | 9  | 23 | 29 | -6   |
| 16   | Alianza FC             | 17  | 19 | 4  | 5 | 10 | 17 | 25 | -8   |
| 17   | Deportivo Cali         | 17  | 19 | 4  | 5 | 10 | 15 | 28 | -13  |
| 18   | Jaguares de Córdoba    | 15  | 19 | 3  | 6 | 10 | 9  | 24 | -15  |
| 19   | Boyacá Chicó           | 15  | 19 | 4  | 3 | 12 | 13 | 34 | -21  |
| 20   | Envigado FC            | 13  | 19 | 3  | 4 | 12 | 9  | 25 | -16  |

|  | Qualification pour le tournoi de qualification |
|  | T : Tenant du titre P : Promu de D2            |

### Deuxième phase
Les huit premiers sont répartis dans deux groupes de quatre équipes. Les deux vainqueurs de ces mini-championnats se retrouvent en finale.
En cas d'égalité de points, les têtes de série (1ère et 2ème place de la phase régulière) ont l'avantage. Les autres équipes sont départagées par la différence de buts.

#### Classement
| Rang | Équipe            | Pts | J | G | N | P | Bp | Bc | Diff |
| ---- | ----------------- | --- | - | - | - | - | -- | -- | ---- |
| 1    | Atlético Nacional | 13  | 6 | 4 | 1 | 1 | 13 | 4  | +9   |
| 2    | Millonarios       | 12  | 6 | 3 | 3 | 0 | 7  | 4  | +3   |
| 3    | Deportivo Pasto   | 7   | 6 | 2 | 1 | 3 | 5  | 6  | -1   |
| 4    | Santa Fe          | 0   | 6 | 0 | 1 | 5 | 2  | 13 | -11  |

|  | Qualification pour la finale |

#### Groupe B
| Rang | Équipe          | Pts | J | G | N | P | Bp | Bc | Diff |
| ---- | --------------- | --- | - | - | - | - | -- | -- | ---- |
| 1    | Deportes Tolima | 10  | 6 | 3 | 1 | 2 | 7  | 7  | 0    |
| 2    | Once Caldas     | 9   | 6 | 2 | 3 | 1 | 8  | 5  | +3   |
| 3    | América de Cali | 7   | 6 | 2 | 1 | 3 | 6  | 8  | -2   |
| 4    | Junior          | 7   | 6 | 2 | 1 | 3 | 7  | 8  | -1   |

|  | Qualification pour la finale |

### Finale
Les matches ont eu lieu les 18 et 22 décembre 2024.
| Équipe 1        | Résultat | Équipe 2          | Aller | Retour |
| --------------- | -------- | ----------------- | ----- | ------ |
| Deportes Tolima | 1 - 3    | Atlético Nacional | 1-1   | 0-2    |

## Classement cumulé
Le classement cumulé comprend les résultats du tournoi d'ouverture 2024 et du tournoi de clôture. Le champion du tournoi d'ouverture, Atlético Bucaramanga et le champion du tournoi de clôture sont qualifiés pour la Copa Libertadores 2025, les deux équipes les mieux classées en dehors des champions se qualifieront pour le tour préliminaire.
Les trois équipes suivantes qui ne se qualifient pas pour la Copa Libertadores se qualifient pour la Copa Sudamericana, tout comme le vainqueur de la Copa Colombia.
| Rang | Équipe                  | Pts | J  | G  | N  | P  | Bp | Bc | Diff |
| ---- | ----------------------- | --- | -- | -- | -- | -- | -- | -- | ---- |
| 1    | Deportes Tolima         | 93  | 52 | 27 | 12 | 13 | 73 | 46 | +27  |
| 2    | Independiente Santa Fe  | 91  | 52 | 26 | 13 | 13 | 61 | 41 | +20  |
| 3    | Millonarios             | 86  | 50 | 24 | 14 | 12 | 68 | 42 | +26  |
| 4    | Atlético BucaramangaOuv | 77  | 46 | 22 | 11 | 13 | 52 | 33 | +19  |
| 5    | Once Caldas             | 77  | 50 | 21 | 14 | 15 | 50 | 44 | +6   |
| 6    | Junior                  | 75  | 50 | 20 | 15 | 15 | 62 | 51 | +11  |
| 7    | Atlético NacionalClo C  | 73  | 46 | 20 | 13 | 13 | 64 | 45 | +19  |
| 8    | América de Cali         | 69  | 44 | 19 | 12 | 13 | 55 | 40 | +15  |
| 9    | Deportivo Pereira       | 69  | 44 | 19 | 12 | 13 | 54 | 44 | +10  |
| 10   | Independiente Medellín  | 58  | 38 | 15 | 13 | 10 | 45 | 46 | -1   |
| 11   | Deportivo Pasto         | 56  | 44 | 16 | 8  | 20 | 45 | 45 | 0    |
| 12   | La Equidad              | 55  | 44 | 14 | 13 | 17 | 45 | 54 | -9   |
| 13   | Fortaleza CEIF P        | 51  | 38 | 13 | 12 | 13 | 41 | 40 | +1   |
| 14   | Águilas Doradas         | 46  | 38 | 12 | 10 | 16 | 38 | 46 | -8   |
| 15   | Deportivo Cali          | 38  | 38 | 9  | 11 | 18 | 39 | 52 | -13  |
| 16   | Jaguares de Córdoba     | 37  | 38 | 8  | 13 | 17 | 26 | 44 | -18  |
| 17   | Patriotas P             | 35  | 38 | 9  | 8  | 21 | 31 | 54 | -23  |
| 18   | Alianza FC              | 33  | 38 | 8  | 9  | 21 | 32 | 54 | -22  |
| 19   | Boyacá Chicó            | 33  | 38 | 9  | 6  | 23 | 35 | 69 | -34  |
| 20   | Envigado FC             | 29  | 38 | 6  | 11 | 21 | 24 | 50 | -26  |

|  | Qualification pour la Copa Libertadores 2025                                                                                 |
|  | Qualification pour le deuxième tour préliminaire de la Copa Libertadores 2025                                                |
|  | Qualification pour la Copa Sudamericana 2025                                                                                 |
|  | Relégation directe en Torneo BetPlay                                                                                         |
|  | Ouv : Vainqueur du tournoi Ouverture 2024 Clo : Vainqueur du tournoi Clôture 2024 C : Vainqueur de la Coupe de Colombie 2024 |

- La relégation est calculée sur les trois dernières saisons.

## Bilan de la saison
| Championnat de Colombie de football 2024 |                                                     |
| Champion                                 | Atlético Nacional (10e titre)                       |
| Coupes et trophées                       |                                                     |
| Vainqueur de la Coupe de Colombie 2024   | Atlético Nacional                                   |
| Qualifications continentales             |                                                     |
| Copa Libertadores 2025                   | Atlético Bucaramanga (Champion tournoi d'ouverture) |
| Copa Libertadores 2025                   | Atlético Nacional (Champion du tournoi clôture)     |
| Copa Libertadores 2025                   | Deportes Tolima                                     |
| Copa Libertadores 2025                   | Independiente Santa Fe                              |
| Copa Sudamericana 2025                   | Millonarios                                         |
| Copa Sudamericana 2025                   | Once Caldas                                         |
| Copa Sudamericana 2025                   | Junior                                              |
| Copa Sudamericana 2025                   | América de Cali                                     |
| Promotions et relégations                |                                                     |
| Promus en Primera A                      | Unión Magdalena                                     |
| Promus en Primera A                      | Llaneros                                            |
| Relégués en Primera B                    | Jaguares de Córdoba                                 |
| Relégués en Primera B                    | Patriotas                                           |